# Polnischer Fußballpokal 2000/01

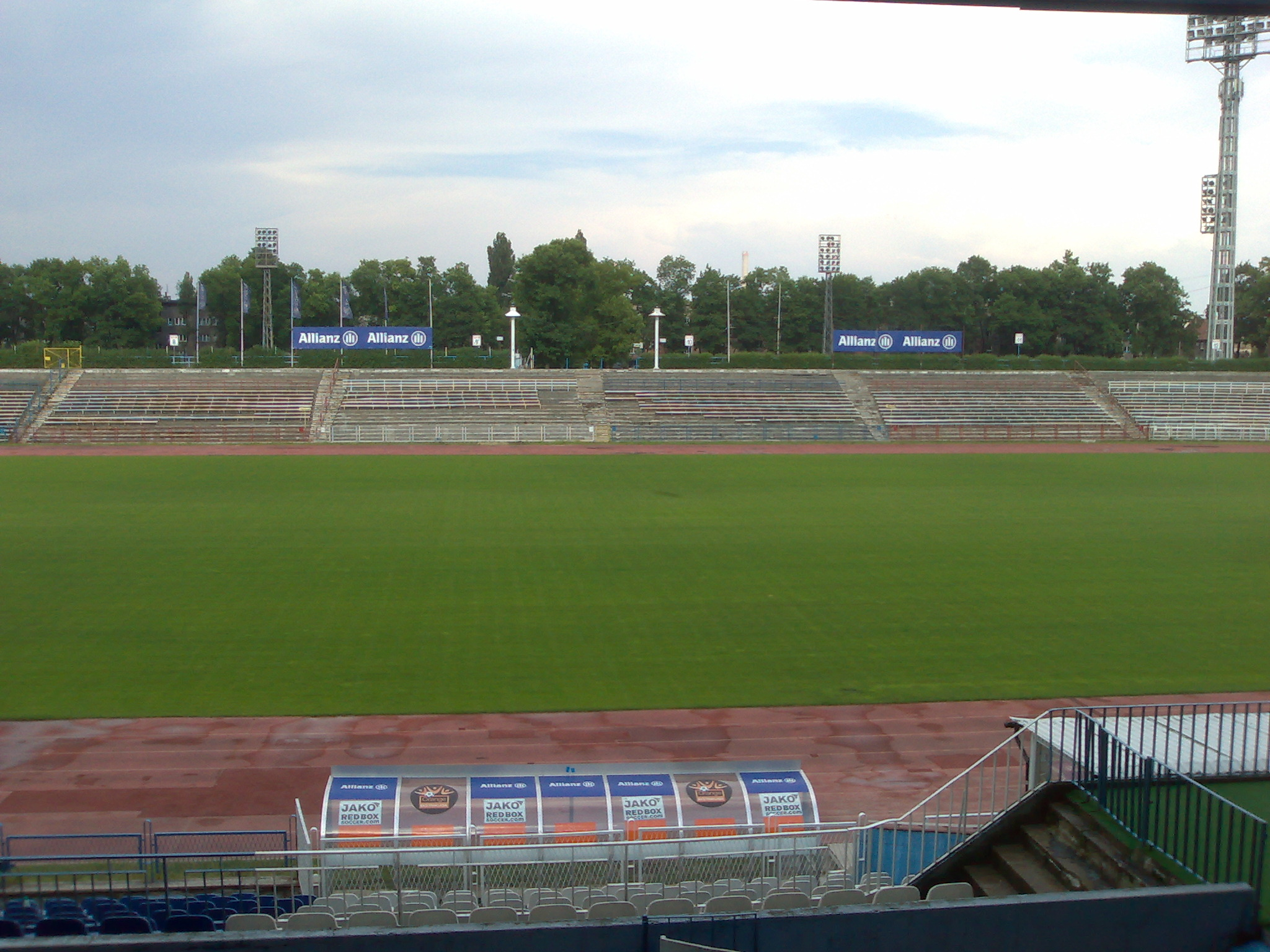
Ernst-Pohl-Stadion in Zabrze

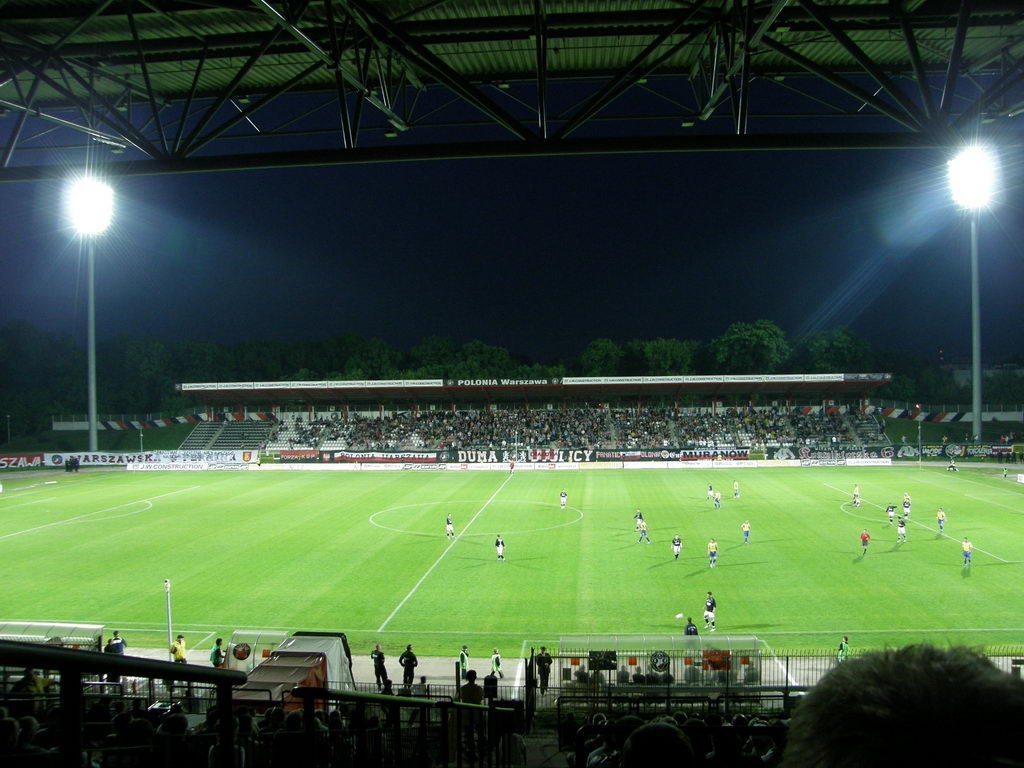
Stadion Polonii Warszawa in Warschau

Der Puchar Polski 2000/01 war die 47. Ausspielung des polnischen Pokalwettbewerbs. Die erste Runde wurde am 9. September 2000 ausgespielt. Der Wettbewerb wurde mit zwei Finalspielen am 16. und 27. Mai 2001 in Zabrze und Warschau beendet.
Polonia Warschau gewann den nationalen Pokal zum zweiten Mal nach 1952. Endspielgegner Górnik Zabrze stand in seinem 13. Finale und verlor dabei zum siebenten Mal. Durch den Pokalsieg qualifizierte sich Polonia für die Teilnahme am UEFA-Pokal. Titelverteidiger Amica Wronki schied in der dritten Runde aus.

## Teilnehmende Mannschaften
An der Hauptrunde nahmen 89 Mannschaften teil.
| 4=Ekstraklasa 16 Vereine der Saison 1999/2000 | 4=1. Liga 24 Vereine der Saison 1999/2000 | 49 regionale Teilnehmer aus den Woiwodschaften | 49 regionale Teilnehmer aus den Woiwodschaften |
| Polonia Warschau Wisła Krakau Ruch Chorzów Legia Warschau Zagłębie Lubin Amica Wronki (TV) Widzew Łódź OKS Stomil Olsztyn Odra Wodzisław Ruch Radzionków Dyskobolia Grodzisk Orlen Płock Pogoń Szczecin Górnik Zabrze ŁKS Łódź Lech Posen | Śląsk Wrocław GKS Katowice Górnik Łęczna GKS Bełchatów Włókniarz Kietrz RKS Radomsko LKS Ceramika Opoczno Odra Opole Polar Wrocław Stal Stalowa Wola Polonia Bytom KSZO Ostrowiec Świętokrzyski Świt Nowy Dwór Mazowiecki Lechia Gdańsk Hetman Zamość MKS Myszków Hutnik Krakau Siarka Tarnobrzeg GKS Grunwald Ruda Śląska Jeziorak Iława Odra Szczecin Raków Częstochowa Korona Kielce Konin Bydgoszcz | - Ermland-Masuren Polonia Lidzbark Warmiński Drwęca Nowe Miasto Lubawskie Błękitni Orneta - Großpolen LKS Jankowy Aluminium Konin Polonia Leszno Polonia Środa Wielkopolska Amica II Wronki - Heiligkreuz Spartakus Razem Daleszyce HEKO Czermno Pogoń Staszów - Karpatenvorland Czuwaj Przemyśl Stal Rzeszów Stal Sanok - Kleinpolen Okocimski KS Brzesko Wawel Kraków Sandecja Nowy Sącz - Kujawien-Pommern Zawisza Bydgoszcz Jagiellonka Nieszawa - Lebus GKP Gorzów Wielkopolski Czarni Żagań Lechia Zielona Góra - Lublin Granica Lubycza Królewska KS Lublinianka Granica Dorohusk Podlasie Biała Podlaska | - Łódź LZS Kwiatkowice Włókniarz Konstantynów Łódzki Unia Skierniewice - Masowien MKS Mława Narew Ostrołęka Radomiak Radom Pogoń Siedlce Kasztelan Sierpc Dolcan Ząbki - Niederschlesien Olimpia Kamienna Góra Bielawianka Bielawa Miedź Legnica Inkopax Wrocław - Oppeln Mec Sławięcice - Podlachien Wigry Suwałki Sparta Szepietowo - Pommern Gryf Wejherowo Gryf 95 Słupsk - Schlesien Podbeskidzie Bielsko-Biała Szczakowianka Jaworzno Raków II Częstochowa - Westpommern Błękitni Stargard Szczeciński Kotwica Kołobrzeg |

## Ausscheidungsspiele
Die Ausscheidungsspiele zur 1. Hauptrunde fanden am 27. Juni und 2. Juli 2000 statt.
| Datum      |                              | Ergebnis              |                            |
| ---------- | ---------------------------- | --------------------- | -------------------------- |
| 27.06.2000 | Czarni Żagań                 | 1:0                   | Miedź Legnica              |
| 27.06.2000 | Jagiellonka Nieszawa         | 4:2                   | Unia Skierniewice          |
| 02.07.2000 | Gryf 95 Słupsk               | 1:3                   | Kotwica Kołobrzeg          |
| 02.07.2000 | Drwęca Nowe Miasto Lubawskie | 3:0                   | Błękitni Orneta            |
| 02.07.2000 | AZS Podlasie Biała Podlaska  | 2:5                   | Pogoń Siedlce              |
| 02.07.2000 | LZS Kwiatkowice              | 4:0                   | Raków II Częstochowa       |
| 02.07.2000 | Amica II Wronki              | 4:2                   | GKP Gorzów Wielkopolski    |
| 02.07.2000 | Polonia Leszno               | 1:1 n. V. (6:5 i. E.) | Polonia Środa Wielkopolska |
| 02.07.2000 | Bielawianka Bielawa          | 3:3 n. V. (5:6 i. E.) | Olimpia Kamienna Góra      |

## 1. Runde
Die Spiele der 1. Runde fanden am 9. August 2000 statt. Es nahmen die Gewinner der Ausscheidungsspiele, die Regionalvertreter der Woiwodschaften, die qualifizierten Drittligisten sowie die 24 Mannschaften der 2. Liga teil.
| Datum       |                               | Ergebnis              |                               |
| ----------- | ----------------------------- | --------------------- | ----------------------------- |
| 09.08.2000  | Mec Sławięcice                | 2:3                   | Śląsk Wrocław                 |
| 09.08.2000  | Inkopax Wrocław               | 2:4                   | GKS Grunwald Ruda Śląska      |
| 09.08.2000  | Olimpia Kamienna Góra         | 0:3                   | Odra Opole                    |
| 09.08.2000  | Podbeskidzie Bielsko-Biała    | 1:2                   | Włókniarz Kietrz              |
| 09.08.2000  | LKS Jankowy                   | 1:0                   | GKS Katowice                  |
| 09.08.2000  | Aluminium Konin               | 0:1                   | MKS Myszków                   |
| 09.08.2000  | Szczakowianka Jaworzno        | 2:1                   | RKS Radomsko                  |
| 09.08.2000  | LZS Kwiatkowice               | 0:5                   | KSZO Ostrowiec Świętokrzyski  |
| 09.08.2000  | Kasztelan Sierpc              | 0:2                   | LKS Ceramika Opoczno          |
| 09.08.2000  | Błękitni Stargard Szczeciński | 1:2                   | Czarni Żagań                  |
| 09.08.2000  | Spartakus Razem Daleszyce     | 2:2 n. V. (4:5 i. E.) | Raków Częstochowa             |
| 09.08.2000  | Wigry Suwałki                 | 1:1 n. V. (1:4 i. E.) | Jeziorak Iława                |
| 09.08.2000  | HEKO Czermno                  | 1:3                   | Polar Wrocław                 |
| 09.08.2000  | Sparta Szepietowo             | 0:0 n. V. (3:4 i. E.) | Dolcan Ząbki                  |
| 09.08.2000  | Jagiellonia Białystok         | 1:0                   | Świt Nowy Dwór Mazowiecki     |
| 09.08.2000  | Jagiellonka Nieszawa          | 2:0                   | Włókniarz Konstantynów Łódzki |
| 09.08.2000  | Drwęca Nowe Miasto Lubawskie  | 0:5                   | Amica II Wronki               |
| 09.08.2000  | Okocimski KS Brzesko          | 1:1 n. V. (2:4 i. E.) | KS Siarka Tarnobrzeg          |
| 09.08.2000  | Wawel Kraków                  | 0:2                   | Stal Stalowa Wola             |
| 09.08.2000  | Narew Ostrołęka               | 2:3                   | Hetman Zamość                 |
| 09.08.2000  | Pogoń Siedlce                 | 3:0                   | KS Lublinianka                |
| 09.08.2000  | Sandecja Nowy Sącz            | 2:1                   | Hutnik Krakau                 |
| 09.08.2000  | Czuwaj Przemyśl               | 0:5                   | Górnik Łęczna                 |
| 09.08.2000  | Radomiak Radom                | 0:1                   | GKS Bełchatów                 |
| 09.08.2000  | Granica Dorohusk              | 0:5                   | Pogoń Staszów                 |
| 09.08.2000  | Stal Rzeszów                  | 3:1 n. V.             | Stal Sanok                    |
| 09.08.2000  | Polonia Lidzbark Warmiński    | 1:4                   | Lechia Gdańsk                 |
| 09.08.2000  | Granica Lubycza Królewska     | 0:1                   | Korona Kielce                 |
| 09.08.2000  | Gryf Wejherowo                | 0:1                   | MKS Mława                     |
| ohne Termin | Polonia Leszno                | 10:3 1                | Polonia Bytom                 |
| ohne Termin | Kotwica Kołobrzeg             | 23:0 2                | Odra Szczecin                 |
| ohne Termin | Zawisza Bydgoszcz             | 33:0 3                | Konin Bydgoszcz               |

## 2. Runde
Die Spiele der 2. Runde wurden am 13. September 2000 ausgetragen. Es nahmen die 32 Gewinner der 1. Runde teil.
| Datum      |                        | Ergebnis              |                              |
| ---------- | ---------------------- | --------------------- | ---------------------------- |
| 13.09.2000 | Jeziorak Iława         | 1:1 n. V. (4:3 i. E.) | Lechia Gdańsk                |
| 13.09.2000 | Dolcan Ząbki           | 1:2                   | Siarka Tarnobrzeg            |
| 13.09.2000 | Korona Kielce          | 0:1                   | Odra Opole                   |
| 13.09.2000 | MKS Mława              | 3:2                   | KSZO Ostrowiec Świętokrzyski |
| 13.09.2000 | Jagiellonia Białystok  | 0:3                   | Górnik Łęczna                |
| 13.09.2000 | Raków Częstochowa      | 0:2                   | Włókniarz Kietrz             |
| 13.09.2000 | Sandecja Nowy Sącz     | 2:0                   | GKS Grunwald Ruda Śląska     |
| 13.09.2000 | Stal Rzeszów           | 0:2                   | Polonia Bytom                |
| 13.09.2000 | Pogoń Siedlce          | 3:1                   | Stal Stalowa Wola            |
| 13.09.2000 | Jagiellonka Nieszawa   | 0:3                   | GKS Bełchatów                |
| 13.09.2000 | LKS Jankowy            | 1:2                   | MKS Myszków                  |
| 13.09.2000 | Zawisza Bydgoszcz      | 0:5                   | LKS Ceramika Opoczno         |
| 13.09.2000 | Szczakowianka Jaworzno | 1:3 n. V.             | Śląsk Wrocław                |
| 13.09.2000 | Amica II Wronki        | 1:2                   | Kotwica Kołobrzeg            |
| 13.09.2000 | Czarni Żagań           | 1:2 n. V.             | Polar Wrocław                |
| 13.09.2000 | Pogoń Staszów          | 2:1                   | Hetman Zamość                |

## 3. Runde
Die Spiele der 3. Runde fanden am 23. September 2000 statt. Es nahmen die Gewinner der 2. Runde teil. Hinzu kamen die 16 Mannschaften der Ekstraklasa.
| Datum      |                      | Ergebnis              |                    |
| ---------- | -------------------- | --------------------- | ------------------ |
| 23.09.2000 | MKS Myszków          | 0:1                   | Legia Warschau     |
| 23.09.2000 | Siarka Tarnobrzeg    | 0:2                   | Ruch Radzionków    |
| 23.09.2000 | Śląsk Wrocław        | 1:1 n. V. (3:1 i. E.) | Włókniarz Kietrz   |
| 23.09.2000 | ŁKS Łódź             | 2:2 n. V. (2:3 i. E.) | Polonia Warschau   |
| 23.09.2000 | Pogoń Siedlce        | 4:1                   | Kotwica Kołobrzeg  |
| 23.09.2000 | MKS Mława            | 0:1                   | Polar Wrocław      |
| 23.09.2000 | Górnik Łęczna        | 2:1                   | Wisła Krakau       |
| 23.09.2000 | Pogoń Staszów        | 0:1                   | OKS Stomil Olsztyn |
| 23.09.2000 | Jeziorak Iława       | 0:2                   | GKS Bełchatów      |
| 23.09.2000 | LKS Ceramika Opoczno | 2:1                   | Polonia Bytom      |
| 23.09.2000 | Dyskobolia Grodzisk  | 1:3                   | Ruch Chorzów       |
| 23.09.2000 | Sandecja Nowy Sącz   | 1:2                   | Zagłębie Lubin     |
| 23.09.2000 | Lech Posen           | 0:1                   | Odra Wodzisław     |
| 23.09.2000 | Górnik Zabrze        | 3:0                   | Widzew Łódź        |
| 23.09.2000 | Orlen Płock          | 1:0                   | Amica Wronki       |
| 23.09.2000 | Odra Opole           | 2:1                   | Pogoń Szczecin     |

## 4. Runde
Die Spiele der 4. Runde fanden am 22. November 2000 statt.
| Datum      |                | Ergebnis  |                      |
| ---------- | -------------- | --------- | -------------------- |
| 22.11.2000 | GKS Bełchatów  | 0:1       | OKS Stomil Olsztyn   |
| 22.11.2000 | Górnik Łęczna  | 4:1       | LKS Ceramika Opoczno |
| 22.11.2000 | Odra Wodzisław | 0:4       | Polonia Warschau     |
| 22.11.2000 | Śląsk Wrocław  | 2:6       | Legia Warschau       |
| 22.11.2000 | Odra Opole     | 3:0       | Ruch Chorzów         |
| 22.11.2000 | Orlen Płock    | 3:1 n. V. | Ruch Radzionków      |
| 22.11.2000 | Polar Wrocław  | 0:1       | Zagłębie Lubin       |
| 22.11.2000 | Pogoń Siedlce  | 0:2       | Górnik Zabrze        |

## Viertelfinale
Ab dem Viertelfinale wurden die Gewinner in Hin- und Rückspielen ermittelt. Die erstgenannten Mannschaften hatten zuerst Heimrecht. Die Hinspiele fanden am 7. März 2001, die Rückspiele am 14. März 2001 statt.
|                  | Gesamt |                    | Hinspiel | Rückspiel |
| ---------------- | ------ | ------------------ | -------- | --------- |
| Polonia Warschau | 4:2    | OKS Stomil Olsztyn | 2:1      | 2:1       |
| Zagłębie Lubin   | 4:1    | Legia Warschau     | 4:0      | 0:1       |
| Górnik Łęczna    | 1:4    | Górnik Zabrze      | 0:2      | 1:2       |
| Odra Opole       | 2:1    | Orlen Płock        | 2:1      | 0:0       |

## Halbfinale
Die erstgenannten Mannschaften hatten zuerst Heimrecht. Die Hinspiele fanden am 11. April 2001, die Rückspiele am 18. April 2001 statt.
|                | Gesamt    |                  | Hinspiel | Rückspiel |
| -------------- | --------- | ---------------- | -------- | --------- |
| Zagłębie Lubin | (A)2:2(A) | Polonia Warschau | 1:2      | 1:0       |
| Odra Opole     | 1:3       | Górnik Zabrze    | 1:1      | 0:2       |

## Finale
| Górnik Zabrze                               | Górnik Zabrze | Polonia Warschau | Polonia Warschau |
| ------------------------------------------- | --- | --- | ---------------- |
| Górnik Zabrze                               | \| 16. Mai 2001 in Zabrze (Ernst-Pohl-Stadion) \| \| Ergebnis: 1:2 (1:1) \| \| Schiedsrichter: Zbigniew Marczyk \| | \| 16. Mai 2001 in Zabrze (Ernst-Pohl-Stadion) \| \| Ergebnis: 1:2 (1:1) \| \| Schiedsrichter: Zbigniew Marczyk \| | Polonia Warschau |
| Górnik Zabrze                               | Andrzej Bledzewski – Jacek Wiśniewski, Grzegorz Lekki, Robert Kolasa, Błażej Radler (46. Grzegorz Bonk) – Michał Probierz, Adam Kompała (87. Andrzej Orzeszek), Rafał Kocyba, Tomasz Prasnal – Stanisław Wróbel (46. Shingi Kawondera), Andrejs Prohorenkovs Cheftrainer: Józef Dankowski | Marek Matuszek – Marcin Kuś, Piotr Dziewicki, Tomasz Ciesielski, Igor Gołaszewski (88. Adam Centkowski) – Arkadiusz Kaliszan, Tomasz Wieszczycki, Maciej Scherfchen (66. Emmanuel Ekwueme), Mariusz Pawlak – Arkadiusz Bąk, Maciej Bykowski (46. Sebastian Kęska) Cheftrainer: Albin Mikulski | Polonia Warschau |
| Górnik Zabrze                               | 1:0 Michał Probierz (24., Strafstoß) | 1:1 Arkadiusz Bąk (43.) 1:2 Mariusz Pawlak (67.) | Polonia Warschau |
| Górnik Zabrze                               | Shingi Kawondera | Arkadiusz Bąk, Maciej Bykowski | Polonia Warschau |
| 16. Mai 2001 in Zabrze (Ernst-Pohl-Stadion) | | |                  |
| Ergebnis: 1:2 (1:1)                         | | |                  |
| Schiedsrichter: Zbigniew Marczyk            | | |                  |

| Polonia Warschau                                    | Polonia Warschau | Górnik Zabrze | Górnik Zabrze |
| --------------------------------------------------- | --- | --- | ------------- |
| Polonia Warschau                                    | \| 27. Mai 2001 in Warschau (Stadion Polonii Warszawa) \| \| Ergebnis: 2:2 (1:1) \| \| Schiedsrichter: Tomasz Mikulski \| | \| 27. Mai 2001 in Warschau (Stadion Polonii Warszawa) \| \| Ergebnis: 2:2 (1:1) \| \| Schiedsrichter: Tomasz Mikulski \| | Górnik Zabrze |
| Polonia Warschau                                    | Marek Matuszek – Tomasz Ciesielski (75. Paweł Kaczorowski), Mariusz Malinowski, Mariusz Pawlak, Tomas Žvirgždauskas – Mateusz Bartczak, Arkadiusz Bąk, Tomasz Wieszczycki (74. Sebastian Kęska), Emmanuel Ekwueme (90. Bartosz Burchard) – Igor Gołaszewski, Maciej Bykowski Cheftrainer: Albin Mikulski | Michał Wróbel – Jacek Wiśniewski (85. Andrzej Orzeszek), Maciej Krzętowski, Dickson Choto, Ireneusz Kościelniak – Michał Probierz, Adam Kompała, Piotr Gierczak, Tomasz Prasnal – Sebastian Olszar (57. Błażej Radler), Andrejs Prohorenkovs (54. Stanisław Wróbel) Cheftrainer: Józef Dankowski | Górnik Zabrze |
| Polonia Warschau                                    | 1:1 Arkadiusz Bąk (34., Strafstoß) 2:2 Mariusz Pawlak (83.) | 0:1 Piotr Gierczak (28.) 1:2 Piotr Gierczak (71.) | Górnik Zabrze |
| Polonia Warschau                                    | Dickson Choto | | Górnik Zabrze |
| 27. Mai 2001 in Warschau (Stadion Polonii Warszawa) | | |               |
| Ergebnis: 2:2 (1:1)                                 | | |               |
| Schiedsrichter: Tomasz Mikulski                     | | |               |